# Eleutherodactylus paulsoni
Eleutherodactylus paulsoni es una especie de anfibio anuro de la familia Eleutherodactylidae.

## Distribución geográfica
Esta especie es endémica de Haití. Habita desde el nivel del mar hasta 750 m de altitud en la península de Tiburón.

## Descripción
El holotipo femenino mide 25,4 mm.

## Etimología
Esta especie lleva el nombre en honor a Dennis Roy Paulson.

## Publicación original
- Schwartz, 1964 : Three new species of frogs (Leptodactylidae, Eleutherodactylus) from Hispaniola. Breviora, n.º 208, p. 1-15[5]